# Bronzolo
Bronzolo (alemany Branzoll) és un municipi italià, dins de la província autònoma de Tirol del Sud. És un dels municipis del districte d'Überetsch-Unterland. L'any 2007 tenia 2.377 habitants. Limita amb els municipis d'Aldein, Laives, Deutschnofen, Auer i Vadena.

## Situació lingüística
| Pertinença lingüística (cens 2001) | 39,68% alemany |
| Pertinença lingüística (cens 2001) | 59,85% italià  |
| Pertinença lingüística (cens 2001) | 0,47% ladí     |

## Administració

Territori comunal

| Període | Identitat      | Partit              |
| ------- | -------------- | ------------------- |
| 2004-   | Benedetto Zito | Progetto Alto Adige |